# Weberocereus
Weberocereus är ett växtsläkte inom familjen kaktusväxter. Arterna är alla epifytiska och bildar relativt små blommor som pollineras av fladdermöss. De förekommer naturligt i skogsområden i Centralamerika och söderut till Ecuador.

## Arterna
- Weberocereus biolleyi: Costa Rica. Stammarna är nästan cylindriska, 4–6 mm tjockt. Blommorna är 5–6 cm långa, rosa.
- Weberocereus bradei: Costa Rica. Stammarna är platta, ca. 12 cm breda, kanterna är naggade, med små taggar. Blommorna är 5,5–7 cm långa, 3,5 cm breda, vita, nästan tagglösa.
- Weberocereus glaber: Stammarna är trekantiga och 2,5-4,5 cm breda, taggiga. Blommorna är (9–) 11–14 cm långa, 8–10 cm bred, taggiga och håriga.
  - var. glaber Guatemala. Blommorna är 9–10 cm långa, glest håriga.
  - var. mirandae Mexiko. Blommorna är (10–) 12–13 cm långa, tätt håriga.
- Weberocereus imitans: Costa Rica. Stammarna är platta, flikiga som hos Epiphyllum anguliger, med små taggar. Blommorna är 6–7 cm långa, 3–4 cm breda, basen är måttligt taggig.
- Weberocereus panamensis: Panama. Stjälkar med 3–4 ribbor, ibland platta. Blommorna är 4–7 cm långa, vita.
- Weberocereus rosei: Stammarna är platta, 4–8 cm bred, kanterna naggade. Blommorna är 5,5–7 cm långa, vitaktiga, den nedre halvan är tätt taggig.
- Weberocereus tonduzii: Costa Rica. Stammarna är trekantiga, cirka 3 cm breda, taggar saknas nästan helt. Blommorna är 7–8 cm långa, 4–5 cm breda, taggiga men inte håriga.
- Weberocereus trichophorus: Costa Rica. Stammarna är nästan cylindriska, taggiga och tätt håriga. Blommorna är 5,5–6 cm långa, rosaaktiga.
- Weberocereus tunilla: Costa Rica. Stammarna är 4 (–6)-kantiga. Blommorna är 6–7 cm långa, rosa.

## Odling
Arterna odlas sällan eftersom deras blommor inte kan mäta sig i prakt med de i de närstående släktena nattkaktussläktet (Selenicereus) och pitahayasläktet (Hylocereus). Flera arter anses dessutom svårodlade.